# Francesc Alegret
Francesc Alegret (s. XVII - s.XVIII) fou organista i compositor que exercí a les capelles de música de Vilafranca del Penedès. Ocupà el càrrec d'organista des de l'any 1692 fins al 1700. Després d'un breu període en el qual Jaume Figueres va exercir en el seu lloc, Francesc Alegret va tornar a ser organista de la Basílica de Santa Maria de Vilafranca del Penedès entre els anys 1704 i 1706. El 1749 figurava com a «sotomaestro de la Cathedral de Vich», segons consta al revers de la particel·la de tenor de la seva «Missa de Requiem / â 4 / Del Licendo Franco Alegret / 1755» que es conserva al fons musical SEO (Fons de l'església parroquial de Sant Esteve d'Olot).